# FC Slovan Liberec
FC Slovan Liberec (eller bare Slovan Liberec) er en tjekkisk fodboldklub fra byen Liberec. Klubben spiller i landets bedste liga, Gambrinus liga, og har hjemmebane på stadionet Stadion u Nisy. Klubben blev grundlagt i 1958, og har siden da vundet to mesterskaber og én pokaltitel. 

## Titler
- Tjekkisk Liga (3): 2002, 2006, 2012

- Tjekkisk pokalturnering (1): 2000

## Kendte spillere
- Leandro Lázzaro
- Andrej Kerić
- Filip Hološko
- Ivan Hodúr
- Peter Šinglár
- Karol Kisel
- Baffour Gyan
- Marek Čech
- Martin Hašek
- Jan Polák
- Václav Koloušek
- Jiří Bílek
- Martin Jiránek
- Jan Nezmar
- Tomáš Janů
- Jiří Štajner
- Daniel Pudil
- Roman Týce
- Jiří Jarošík
- Antonín Kinský
- Ladislav Maier
- Tomáš Zápotočný
- Zdeněk Zlámal

## Danske spillere
- Ingen